# Tiếng Sandawe
Tiếng Sandawe là một "ngôn ngữ click", là ngôn ngữ của chừng 60.000 người Sandawe ở vùng Dodoma, Tanzania. Đây là ngôn ngữ chính ở cả người lớn lẫn trẻ con; có nơi còn có đơn ngữ. Tiếng Sandawe từng là thành viên của ngữ hệ Khoisan (nay đã bị bác bỏ), từ thời Albert Drexel những năm 1920, đơn thuần do sự hiện diện của phụ âm click trong ngôn ngữ này. Nghiên cứu gần đây hơn (Güldemann 2010) đề xuất rằng tiếng Sandawe có thể có mối quan hệ với nhóm Khoe (bất kể rằng hệ Khoisan có được chấp nhận hay không). Về vấn đề phân loại tiếng Sandawe, có thể tham khảo Sands (1998).